# Vocalización del alfabeto siríaco
Zava (en siríaco ܙܘܥܐ significa movimiento) es el sistema de vocalización del alfabeto siríaco. Se distinguen dos variantes que se han conservado hasta el día de hoy de zava: el sistema jacobita (occidental) y el sistema nestoriano (oriental). Los dos estándares conservan la longitud de las vocales, es decir, existen las vocales cortas y las vocales largas. Por esta razón las vocales "a" y "i" tienen dos signos en lugar de uno. Aparte de signos para diseñar las vocales, el alfabeto siríaco utiliza una serie de signos diacríticos, como: rukkaha, kuššaia, kanuna, s'ame y talkana.

## Vocalizaciones nestorianas omadnḥāyā
La siguiente tabla muestra las vocales (vocalizaciones) del alfabeto siríaco, a base de la letra bēt (ܒ). La vocal hvasa está transmitida a través de mater lectionis de la letra yōḏ (ܝ), y las vocales rvaha y rvasa — a través de mater lectionis de la letra wāw (ܘ). Con los dos puntos se marca la vocal larga.
| vocal | nombre      | nombre en siríaco | pronunciación |
| ----- | ----------- | ----------------- | ------------- |
| ܒܵ     | Zqapa       | ܙܩܦܐ              | aː            |
| ܒܲ     | Ptaha       | ܦܬܚܐ              | a             |
| ܒܹ     | Zlama qыšya | ܙܠܡܐ ܩܫܝܐ         | eː            |
| ܒܸ     | Zlama pšыqa | ܙܠܡܐ ܦܫܝܩܐ        | e             |
| ܒܝܼ    | Hvaṣa       | ܚܒܨܐ              | i             |
| ܒܘܿ    | Rvaha       | ܪܘܚܐ              | o             |
| ܒܘܼ    | Rvaṣa       | ܪܒܨܐ              | u             |

## Vocalizaciones jacobitas osertā
| vocal | nombre | nombre en siríaco | pronunciación |
| ----- | ------ | ----------------- | ------------- |
| ܒܳ     | Zqapa  | ܙܩܦܐ              | aː o o        |
| ܒܰ     | Ptaha  | ܦܬܚܐ              | a             |
| ܒܶ     | Rvaṣa  | ܪܒܨܐ              | e             |
| ܒܺܝ    | Hvaṣa  | ܚܒܨܐ              | i             |
| ܒܽܘ    | ʕṣaṣa  | ܥܨܨܐ              | u             |